# 白石半助
白石 半助（しらいし はんすけ、1844年2月26日〈天保15年1月9日〉 - 1916年〈大正5年〉1月2日）は、明治から大正にかけて活動した日本の政治家・実業家である。愛知県名古屋市の人物で、政界では愛知県会議員や名古屋市会議員を歴任し、実業界では名古屋電気鉄道取締役会長をはじめ複数の会社役員を務めた。

## 経歴
天保15年1月9日（新暦：1844年2月26日）、宇治茶を商う尾張藩の御用商人平子徳右衛門の六男として生まれる。幼名は房次郎。9歳のとき白石家へ養子に出され、明治元年（1868年）白石家を継いだ。白石家は茶道具商を家業としており、「半助」は当主が代々襲名してきた名である。なお1892年（明治25年）に出版された人名録には白石は名古屋市玉屋町で古物・古道具商「加見屋」を営むとある。
1882年（明治15年）2月、愛知県会議員の補選で当選し初めて県会議員となった。県会ではその後1884年（明治17年）5月、1888年（明治21年）1月と再選、同年4月一旦辞任したが1892年2月の補選で復帰し、1894年（明治27年）10月の改選で再選。1896年（明治29年）9月再び辞任したのち翌年6月に6度目の再選を果たした。最終的には1899年（明治32年）9月まで務めており、累計の県会議員在職期間は11年4か月に及んでいる。また1889年11月に行われた第1回名古屋市会議員選挙でも当選し市会議員も兼ねた。市会議員は1892年11月・1898年（明治31年）11月・1904年（明治37年）11月と3度にわたる再選を経て1910年（明治43年）10月まで務めた。また名古屋市政では1900年（明治33年）3月から1906年（明治39年）1月にかけて市参事会員にも名を連ねている。
実業界では、1890年の商業会議所条例公布を機に名古屋商業会議所（後の名古屋商工会議所）の設立手続きが開始されると発起人に加わり、同年10月7名の創立委員の一員となって設立作業に携わった。翌1891年（明治24年）7月に名古屋商業会議所が発足すると常議委員に推され、以後1909年（明治42年）4月にかけて商業会議所の役員（常議員・庶務部長・理財副部長・庶務部長と推移）を務めた。この間名古屋株式取引所の再興にも参画して発起人に加わり、1893年（明治26年）11月の設立とともに理事に選ばれた（理事長奥田正香）。名古屋株式取引所理事はその後1908年（明治41年）9月まで務めている。
1894年3月、愛知県会議長小塚逸夫の主導により名古屋市に電力会社愛知電灯が新設されると同社取締役に就任した。同社は後発電力会社として既存の名古屋電灯と競合したが、1896年4月に同社へと吸収された。同年5月、白石は合併に伴う役員増員で名古屋電灯監査役に就任。翌1897年12月監査役を辞任したが1898年3月取締役に選ばれ、以後1906年5月までこれを務めた。また1897年1月、小塚逸夫が社長を務める名古屋電気鉄道の監査役に就任し、同年2月には小塚に代わって同社の第2代取締役社長となった。同年7月に組織変更で会長・専務制が敷かれたためこれ以降は取締役会長である。この当時、名古屋電気鉄道では名古屋市内での路面電車（名古屋市電の前身にあたる）建設を準備中であり、白石の就任後に着工、1898年5月開業に至った。開業後の同社は市内線の延伸を進めるとともに郊外鉄道（郡部線＝名古屋鉄道路線の前身）建設に向けて準備を進めていく。1908年6月に懸案であった名古屋市との報償契約締結を済ますと同年12月白石は会長職を富田重助に譲った（取締役には留任）。
奥田正香関係の事業では、奥田や上遠野富之助らが設立を主導する鉄道車両メーカー日本車輌製造の発起人に加わり、1897年7月の会社設立に際して取締役となった。同社取締役は以後1911年6月まで務めている。また1904年、奥田の呼びかけに応じて名古屋電気鉄道を代表する立場で名古屋電力発起人に加わって木曽川の水利権を出願した。水利権許可後、1906年10月に奥田を社長として名古屋電力が発足すると白石も同社取締役に加わった。以後、未開業のまま名古屋電力が名古屋電灯に吸収されるまで取締役に留まったが、合併後の名古屋電灯で役員を務めることはなかった。
1916年（大正5年）1月2日、名古屋電気鉄道取締役・明治銀行監査役在任のまま死去した。71歳没。

## 家族
- 長男・白石房次郎 - 1872年生。会社役員のほか名古屋市会議員を務めた[18]。
  - 孫・白石光治郎 - 房次郎の長男で1897年生。朝鮮総督府官僚[18]。
- 次男・白石辰三郎 - 1892年生。福寿生命保険社員[18]。
- 三男・白石勝彦 - 1894年生。 愛知銀行社員を経て東陽倉庫入社、のち同社第3代社長（1949 - 1959年）[2]
- 四男・白石豊彦 - 1898年生。愛知時計電機社員を経て同社社長（1949年就任）[19]